# Александро-Невский Новоярмарочный собор
Собор святого благоверного князя Александра Невского (Новоя́рмарочный) — православный храм в историческом центре Нижнего Новгорода, на стрелке Волги и Оки. С 2009 года — кафедральный собор Нижегородской епархии Русской православной церкви. Построен в 1868—1881 годах по проекту архитектора Льва Владимировича Даля.
Настоятель (ключарь) — протоиерей Сергий Матвеев с 12 января 2005 года.

## История

### Строительство
В 1856 году ярмарочное купечество изъявило желание построить второй православный ярмарочный храм в память о посещении ярмарки императором Александром II и обратилось с ходатайством о постройке нового собора к нижегородскому епископу Антонию, а тот, в свою очередь, к губернатору Александру Муравьёву. На пожертвования (454 тысячи 667 рублей 28 копеек), собранные за 10 лет к 1866 году, началось строительство.
8 сентября 1864 года состоялась символическая закладка камня в основание будущего храма. К 1864 году был готов проект губернского архитектора Роберта Килевейна. Его пришлось переработать по причине недостаточной прочности; после этого выяснилось, что для такого проекта не хватает финансирования. Новый проект, предложенный молодым архитектором Львом Далем, также не утвердили.
18 ноября 1865 года правительством утверждён проект церкви. Его авторство до сих пор не установлено точно. В 1866 году Лев Даль вернулся на постоянное жительство в Нижний Новгород из-за границы и доработал проект собора. На основании анализа он основан на проекте Благовещенской церкви Конногвардейского полка в Санкт-Петербурге авторства Константина Тона.
15 сентября 1867 года учреждён строительный комитет для возведения храма (просуществовал до 1889), а 11 августа 1868 года состоялась повторная закладка собора на Стрелке. Строительство началось 18 августа 1868 года и продолжалось 13 лет. Внутренние работы продолжались до 1881 года. Высота храма составила 87 м.
В 1880 году строительство храма был закончено. 20 июля 1881 года главный престол храма — во имя святого благоверного князя Александра Невского — был торжественно освящён в присутствии императора Александра III, его супруги Марии Фёдоровны и цесаревича Николая. Кроме икон написанных московским иконописцем Ф. А. Соколовым, в храм были доставлено несколько икон из ликвидированного после пожара Макарьевского монастыря. Храм выделялся тем, что у него не было постоянного прихода: его прихожане — купцы, приезжавшие на ярмарку. Поэтому основное помещение было открыто только во время ярмарки, а зимой не отапливалось. Постоянно действовала только отапливаемая зимняя церковь Макария Желтоводского и Унженского.
Храм был местом встречи почётных гостей города — царской семьи, иерархов православной церкви.

### Советский период
В 1929 году храм был закрыт, ценности изъяты, а зимой 1930 года по решению руководства Волжской флотилии иконостасы и все деревянные украшения собора пустили на дрова для обогрева местных домов. Прихожанам удалось спасти несколько икон, в том числе икону Божией Матери и Животворящий Крест, находившиеся до последнего времени в нижегородской Свято-Троицкой Высоковской церкви. В конце 1920-х годов разработан проект реконструкции ярмарочной территории, предусматривавший снос собора и возведение на его месте маяка с памятником Владимиру Ленину. Этот проект не был осуществлён, но в качестве подготовки к нему в конце 1930-х годов были разобраны шатры. Позже в подвале здания собора разместили склад, пристроили подсобные помещения под жильё и конторы.
Во время Великой Отечественной войны на центральном барабане крыши действовала зенитная батарея, защищавшая город от налётов немецкой авиации.

### Годы Перестройки и современность
В 1983 году началась реставрация собора, в которой активно принимали участие добровольные реставраторы[уточнить]. В 1989 году началось восстановление шатров храма. В феврале 1991 года создано «Братство во имя святого благоверного великого князя Александра Невского», и в июне 1992 года собор был передан под управление РПЦ. С 1992 года в зимнем приделе преподобного Макария начались богослужения. 30 декабря 1998 года митрополит Нижегородский и Арзамасский Николай освятил центральный Александро-Невский престол храма. 24 апреля 1999 года был освящён Мариинский придел, а 18 мая — Никольский придел. К 2006 году собор был восстановлен в первоначальном виде и начали восстанавливать роспись внутренних сводов храма.
8 сентября 2009 года архиепископ Георгий совершил Божественную литургию, а по её окончании освятил новую соборную икону Нерукотворного Образа Спасителя — список с чудотворного образа Борисоглебского Всемилостивейшего Спаса. 12 сентября 2009 года собору присвоен статус кафедрального.
1 июля 2010 года архиепископ Георгий освятил Казанский образ Божией Матери — первую из 187 икон Богородицы, планируемых к установке в соборе. Во время освящения икона была установлена в большом киоте у левой колонны. В августе 2011 года была завершена работа над Донской иконой Божией Матери, списком с древнего образца, хранящемся в Третьяковской галерее.
С 4 по 6 ноября 2011 года в соборе выставлялся Пояс Пресвятой Богородицы. За это время ей поклонилось около 170 тысяч человек, в том числе Патриарх Кирилл и президент России Дмитрий Медведев.

## Архитектура
На строительных работах были использованы многие инженерно-технические достижения того времени. Так, большой центральный шатёр имел металлические несущие конструкции (изготовленные арзамасским мастером П. И. Цыбышевым), требовавшие специальных расчётов. Металлический каркас имели и пять церковных глав, а кресты на них были вызолочены гальваническим способом. Оригинальное решение фундамента собора разработал Роберт Килевейн на основании геологических исследований и собственных соображений относительно влияния колебаний уровня грунтовых вод. Отказавшись от обычных свай, он предложил использовать в качестве основы храма дубовый деревянный плот, который со временем стал прочнее бетона, на котором покоилась сплошная плита из каменной кладки. Такая конструкция обеспечивала равномерную осадку и долговечность фундамента, так как плот оказывался в огромной заполненной водой глиняной «ванне», образовавшейся под тяжестью грандиозного сооружения. Это исключало воздействие на деревянное основание собора периодического понижения уровня грунтовых вод, что при свайной конструкции вскоре привело бы к загниванию свай.
Собор представлял собой центрическое монументальное сооружение с пятью восьмигранными шатрами, центральный из которых поднимается на высоту 72,5 м. В декоре фасада сочетались элементы русского и романского архитектурных стилей. План собора имел эклектический характер.
В 1940-е годы внутри произошёл пожар, уничтоживший оригинальный интерьер и роспись на потолке и стенах храма. После этого происшествия остатки внутренней штукатурки были сбиты.
Во время реставрационных работ в 1990-е годы пришлось разработать новую конструкцию иконостаса, так как секрет старых мастеров, установивших в XIX веке 23-метровый иконостас, открыть не удалось. В октябре 2009 года завершена роспись молельной комнаты в Автозаводском интернате для детей с проблемами развития, который с конца 1990-х годов окормляется приходом собора. В 2010 году начались работы по внутренней росписи, общая площадь которой занимает 11 тысяч м².
- Главный вход
- Ансамбль собора
- Собор со стороны Окской набережной
- Памятник князю Александру Невскому рядом с храмом (2021)
- Вид из акватории Стрелки
- Иконостас собора

### Престолы
- Святого Александра Невского;
- Святого Николая Чудотворца;
- Равноапостольной Марии Магдалины.

В выступающем западном притворе, на хорах большого собора расположена зимняя церковь Макария Желтоводского и Унженского.

### Колокол «Соборный»
Установка колокола в честь 400-летия подвига Нижегородского ополчения Кузьмы Минина и князя Дмитрия Пожарского была запланирована на месте слияния Оки и Волги, в 300 метрах от Собора Александра Невского. До этого времени колокол размещён на временной звоннице у южного входа в собор.
Проект создания колокола реализован по благословению Патриарха Московского и всея Руси Алексия II. Это третий по величине колокол в России (после Царь-колокола в Москве и колокола в Троице-Сергиевой Лавре). Его высота и диаметр совпадают и равны 4 метрам. Вес 60 тонн. Изготовлен из колокольной бронзы (80 % меди и 20 % олова). По нижнему поясу колокола идёт надпись, увековечивающая имена всех попечителей и благотворителей, принявших участие в его создании.
Проектированием и возведением звонницы занималась фирма «Старый Нижний», отливка колокола состоялась 5 октября 2011 года на Балтийском заводе в Санкт-Петербурге, художественным оформлением и звучанием руководили специалисты из Москвы. Работы по отливке велись в течение нескольких часов, на остывание колокола отводилось три недели.

## Святыни и реликвии
Святыни собора:
- икона преподобного Серафима Саровского с частицей мощей;
- икона блаженной Матроны Московской с частицей мощей;
- икона святого благоверного князя Александра Невского с частицей мощей;
- икона святой великомученицы княгини Елисаветы и инокини Варвары с частицами мощей;
- икона святителя Николая, архиепископа Мир Ликийских, чудотворца;
- в соборе с 2005 года находится первая привезённая в Россию икона с частицами мощей священномученика Киприана и мученицы Иустиньи[21].